# Colí cantaire
El colí cantaire (Dactylortyx thoracicus) és una espècie d'ocell de la família dels odontofòrids (Odontophoridae) que habita la selva humida i boscos de pins i roures del sud de Mèxic, a Tamaulipas, l'estat de San Luis Potosí, Puebla, Veracruz, Jalisco, Guerrero, la Península de Yucatán, Oaxaca i Chiapas, cap al sud, a través de Guatemala i El Salvador fins a Hondures. És l'única espècie del gènere Dactylortyx.

## Descripció
El colí cantaire fa de 20 a 23 cm de llarg. Els mascles pesen de 180 a 266 g i les femelles de 115 a 206 g. Els ocells més petits es troben a prop del nivell del mar i els més grossos a les muntanyes. Els mascles adults de la subespècie nominal tenen la coroneta de color marró fosc, un "collar" beix i negre i la cara de color taronja marró amb una ratlla negra darrere l'ull. L'esquena i les ales són de color gris i marró clapejat amb fines ratlles blanques; els dors és de color marró oliva o grisa i té vermiculació negra. El pit i el ventre són de color marró grisenc amb ratlles blanques i la part inferior del ventre és blanca. La femella té la cara grisa i la gola blanca i el pit i els flancs són de color marró més pàl·lid. Els juvenils són similars a les femelles però amb taques negroses a les parts inferiors. Hi ha molta variació entre les altres subespècies, però en general els dels boscos de muntanya són més foscos que els de les terres baixes més seques.

## Distribució i hàbitat
El colí cantaire es troba en diverses zones separades al nord, oest i sud de Mèxic; la península del Yucatán; el nord de Belize; gran part de Guatemala i de manera irregular a El Salvador i Hondures.
En general, habita el sòl dels boscos amb sotabosc escàs; també es troba en boscos secundaris més vells, a les vores dels boscos vells, en talls clars i plantacions de cafè. Els tipus de bosc inclouen el bosc montà subtropical i el bosc montà. En altitud, va des del nivell del mar fins a almenys 3.000 m.

## Comportament

### Alimentació
El colí cantaire sovint busca menjar en grups de tres a cinc ocells, però s'han observat grups de fins a 12. Rasca per trobar menjar entre la fullaraca i al sòl, alimentant-se de bulbs, llavors i insectes.

### Reproducció
La temporada de reproducció del colí cantaire sembla que abasta de febrer a octubre. S'han registrat postes de dos a quatre ous a Yucatán. Se sap poca cosa més sobre la fenologia reproductora.

### Cants i reclams
El colí cantaire té un "cant fort, llunyà i rítmic". "Comença amb una sèrie de xiulets vacil·lants i planyívols, que augmenten en freqüència i to en una sèrie pronunciada ràpidament, en to variable" i poden ser cantats per diversos membres d'un grup. Els grups també fan un crit de contacte feble.

## Taxonomia i sistemàtica
El colí cantaire és l'únic membre del seu gènere i té 11 subespècies. S'ha proposat diverses altres subespècies, però no s'han validat; aquestes formes s'inclouen dins de les 11 subespècies acceptades.
- D. t. pettingilli (Warner & Harrell, 1957) - sud-est de San Luis Potosí i sud-oest Tamaulipas.
- D. t. thoracicus (Gambel, 1848) - nord-est de Puebla i centre de Veracruz.
- D. t. sharpei (Nelson, 1903) - península del Yucatán fins a nord de Guatemala.
- D. t. paynteri (Warner & Harrell, 1955) - sud de Quintana Roo (sud de Mèxic).
- D. t. devius (Nelson, 1898) - Jalisco (oest Mexic).
- D. t. melodus (Warner & Harrell, 1957) - Guerrero (sud-oest Mèxic).
- D. t. chiapensis (Nelson, 1898) - centre de Chiapas (sud de Mèxic).
- D. t. dolichonyx (Warner & Harrell, 1957) - sud de Chiapas (sud de Mèxic) i oest de Guatemala.
- D. t. salvadoranus (Dickey & van Rossem, 1928) - El Salvador.
- D. t. fuscus (Conover, 1937) - centre d'Hondures.
- D. t. conoveri (Warner & Harrell, 1957) - est d'Hondures.